# Isotomisch konjugierte Punkte

Isotomisch konjugierte Punkte und

Isotomisch konjugierte Punkte werden in der Dreiecksgeometrie betrachtet. Sie sind folgendermaßen definiert:
Gegeben sei ein Dreieck ABC. Die Seitenmittelpunkte seien mit D, E und F bezeichnet. Weiter seien auf den Seiten [BC], [CA] bzw. [AB] drei Punkte X1, Y1 und Z1 gegeben, wobei sich die Geraden AX1, BY1 und CZ1 (in der Skizze blau) in einem Punkt P1 schneiden. Bezeichnet man die Spiegelpunkte von X1, Y1 und Z1 an den jeweiligen Seitenmittelpunkten (D, E bzw. F) mit X2, Y2 und Z2, so ergibt sich aus dem Satz von Ceva, dass sich auch die Geraden AX2, BY2 und CZ2 (rot gezeichnet) in einem Punkt P2 schneiden. Man bezeichnet die Punkte P1 und P2 als zueinander isotomisch konjugiert.

## Beispiele
- Der Schwerpunkt eines Dreiecks ist zu sich selbst isotomisch konjugiert.
- Der Nagel-Punkt und der Gergonne-Punkt sind zueinander isotomisch konjugiert.

## Eigenschaften
- Hat ein Punkt P1 die trilinearen Koordinaten {\displaystyle x:y:z}, so hat der isotomisch konjugierte Punkt P2 die trilinearen Koordinaten {\displaystyle {\frac {1}{a^{2}x}}:{\frac {1}{b^{2}y}}:{\frac {1}{c^{2}z}}}. {\displaystyle a}, {\displaystyle b} und {\displaystyle c} stehen dabei für die Seitenlängen des gegebenen Dreiecks.
- Hat ein Punkt P1 die baryzentrischen Koordinaten {\displaystyle x:y:z}, so hat der isotomisch konjugierte Punkt P2 die baryzentrischen Koordinaten {\displaystyle {\frac {1}{x}}:{\frac {1}{y}}:{\frac {1}{z}}} bzw. gleichwertig {\displaystyle yz:zx:xy}.